# Aetholopus lumawigi
Aetholopus lumawigi är en skalbaggsart som beskrevs av Hayashi 1976. Aetholopus lumawigi ingår i släktet Aetholopus och familjen långhorningar.
Artens utbredningsområde är Filippinerna. Inga underarter finns listade i Catalogue of Life.